# Lago Chad
El lago Chad (del francés: Lac Tchad) es un lago endorreico poco profundo que se encuentra situado en la frontera entre Chad, Níger, Nigeria y Camerún, en África. Su capacidad ha ido menguando con el paso del tiempo y debido, sin duda, a la desertización provocada por la cercanía del desierto del Sahara y por la captación de aguas para irrigación de cultivos. Se ha calificado como uno de los mayores desastres medioambientales ocurridos en la historia reciente, semejante al del Mar de Aral en Asia.

## Tributarios
Su mayor tributario es el río Chari, el cual le suministra el 90 % de sus aguas. Existen numerosas islas y bancos de limo, y en sus orillas abundan las zonas pantanosas. A causa de su escasa profundidad, de solo siete metros en su punto más profundo, el área es particularmente sensible a cambios en la profundidad media, y muestra fluctuaciones de tamaño según la época del año. Aparentemente, las aguas no tienen salida, aunque se filtran en las depresiones de Soro y Bodele.

## Historia

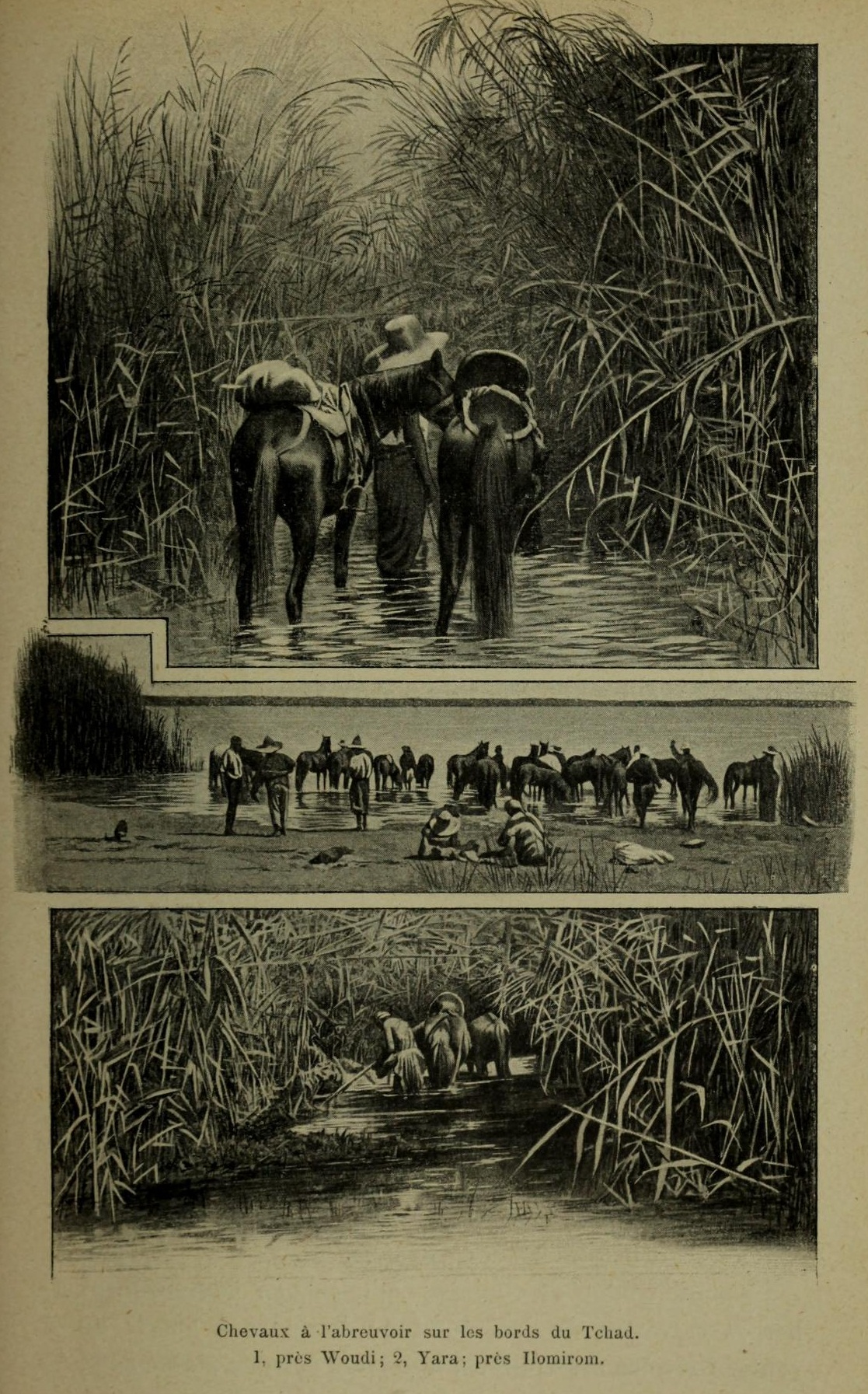
Tres estampas de caballos abrevando en las orillas del lago Chad, en 1900 en zona de Níger a 180 km de la actual orilla. Mission saharienne Foureau-Lamy. D'Alger au Congo par le Tchad, p.643 París, 1901.

Existen evidencias científicas sobre la existencia de un lago mucho mayor que cubría un área de algo menos de 2 km³ en dos pulsos húmedos del Holoceno. Sus cambios radicales de extensión tienen que ver con su poca profundidad. Cuando fue descubierto por los europeos en 1823 era uno de los mayores lagos del mundo, pero se ha reducido considerablemente desde entonces. La demanda creciente de agua del lago, y el cambio clímático, específicamente la reducción de las precipitaciones, han acelerado su degeneración en los últimos cuarenta años.
En los años 1960 el área cubierta por sus aguas era de 26 000 km², una extensión similar a la superficie de la isla de Sicilia, lo cual le convertía en el cuarto mayor lago de África. En 2000 su extensión se había reducido a menos de 1500 km², y en 2006 era de tan solo 900 km²; las causas son la reducción de las precipitaciones junto al aumento de la extracción de agua para regadíos y otros usos, tanto del mismo lago como de los ríos tributarios. Los pronósticos indican que el lago continuará reduciéndose e incluso acabará secándose a lo largo del siglo XXI.

## La morfología e hidrología del lago Chad
Las diversas observaciones realizadas sobre los niveles y superficies permiten definir las diferentes cuencas del lago y su topografía.
Tres cuencas pueden ser individualizadas:
- la cuenca de agua abierta del sur y suroeste;
- el archipiélago de la cuenca sur;
- el tazón del norte

Estas cuencas están separadas por umbrales:
- las islotes de la cuenca sur;
- la Gran Barrera.[5]

### Paisajes y principales regiones del lago Chad
En el lago “Chad normal”, en el sentido definido por Tilho, el lago tiene un solo cuerpo de agua, a una altitud de más de 280 m s. n. m., con dos grandes cuencas, al sur y al norte, separadas por una garganta. Un archipiélago, que consiste en un erg (el “erg” es una región arenosa de un desierto, y se contrapone a “hamada”, el desierto pedregoso) fósil, se hunde gradualmente en el lago desde el noreste. El archipiélago se extiende hacia el interior del lago por islas de vegetación, llamadas "bancos de islas", que corresponden a dunas sumergidas y colonizadas por fanerógamas acuáticas. Chad Normal se caracteriza por la extensión de las áreas de aguas abiertas, el espacio navegable entre las islas de los archipiélagos y una franja limitada de vegetación a lo largo de las orillas.
Como resultado de las variaciones climáticas, la evolución de Chad Normal se intercala con fases de bajo nivel. Desde el comienzo del siglo han ocurrido tres fases de “Pequeño Chad”, la primera (1904-1917) ha sido descrita en detalle por Tilho, ya citado. El segundo, alrededor de 1940, está documentado solo por la tradición oral.

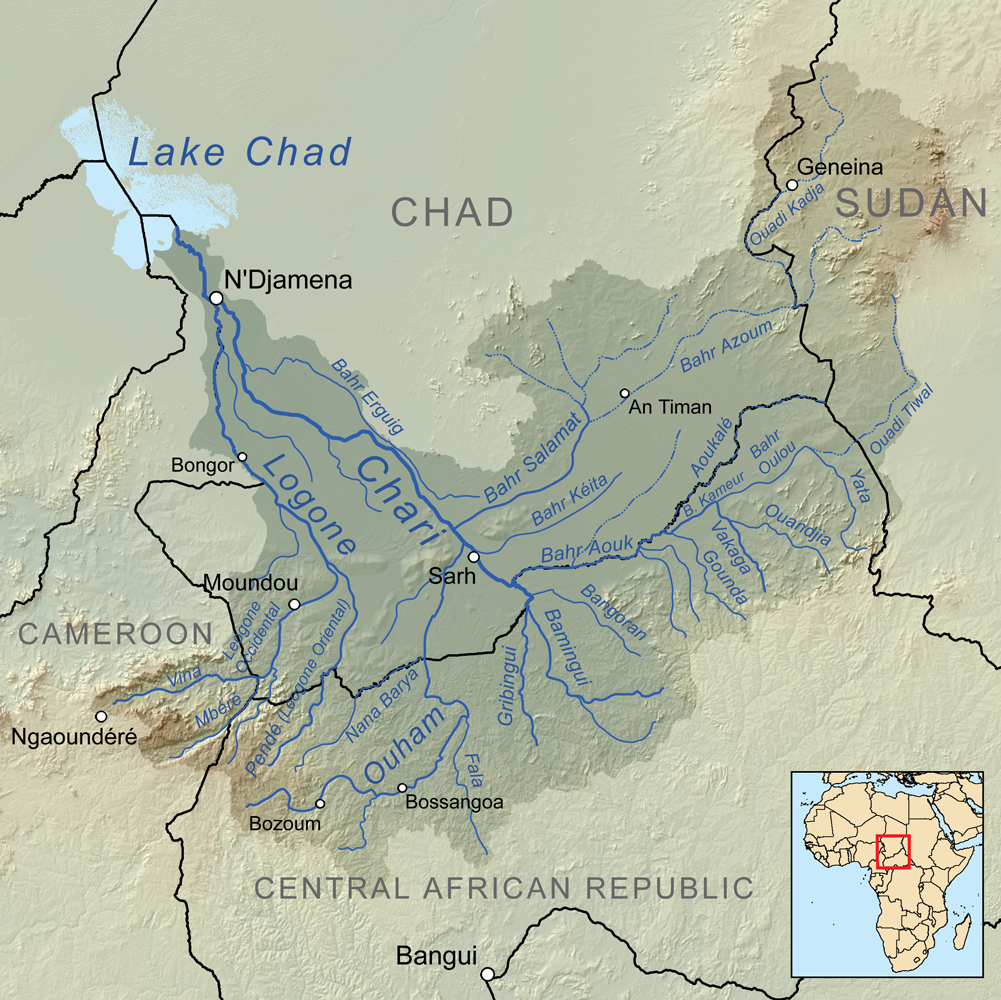
Cuenca del Chari-Logone principales alimentadores del Lago Chad.

El último paso al estado de “Pequeño Chad” tuvo lugar en 1973 y, desde esa fecha, el lago opera bajo un nuevo régimen.
Los paisajes actuales de “pequeño Chad” son consecuencia de la topografía y su historia hidrológica reciente: Las áreas de aguas abiertas de la cuenca sur corresponden a las áreas más profundas de esta cuenca que no estuvieron expuestas al comienzo del período de sequía.
- El lago en el sector sur, en la actualidad (2003) se dividen en tres grandes masas de agua libre:
  - Aguas abiertas del sudeste, frente al delta de la desembocadura del río Chari;
  - Aguas abiertas del sur, en la parte suroeste de la cuenca;
  - Aguas abiertas del sudoeste, entre Baga Sola y Baga Kawa, en el lado sur de la Gran Barrera de Coral.
- Las áreas de vegetación de los humedales se inundan estacional o permanentemente, pero la densidad de la vegetación no permite la posible presencia de agua subyacente. Estas regiones han sido casi todas expuestas a bajo nivel de agua, al menos una vez desde 1973.
- Los pantanos existen al borde de las aguas abiertas en el archipiélago de la cuenca sur y puede crecer en áreas temporalmente inundadas de la cuenca norte.
- Archipiélagos, que corresponden al área de dunas del borde noreste del lago. Las interdunas están colonizadas por pantanos en la cuenca sur. En ambas cuencas, se estrechan a medida que uno se acerca a los contornos tradicionales del lago.
- Las zonas muy irregularmente inundadas de la cuenca norte presentan según la temporada o el año un aspecto muy diferente: vegetación de paludes, espacio cultivado o estepa semidesértica con Calotropis. Son principalmente las áreas inundadas de la cuenca norte, que exhiben la mayor variabilidad, que se han rastreado utilizando datos satelitales y observaciones de sobrevuelo.

## Recuerdo del pasado hidrológico del lago
- 30 000 a 20 000 AP Importante fase húmeda en la cuenca del lago Chad con niveles altos de los lagos, en particular en el período 24 000 a 20 000 AP.[2]
- 20 000 a 15 000 AP el clima se hace árido. Se reactivan las dunas en la cuenca del lago Chad, como las que forman el archipiélago septentrional.
- 15 000 a 10 000 AP La aridez retrocede gradualmente. Formaciones lacustres de aguas salobres se hacen presentes en la zona, particularmente a partir de 13 000 AP.
- 10 000 a 4 o 5000 AP, el nivel del lago Chad es muy elevado, constatándose, sin embargo, algunas fases de regresiones; es el período del “Paleo Chad” segur Tilho.[7]
- Desde 4000 AP y el período actual, el nivel del lago Chad está generalmente disminuyendo, con algunos periodos de recuperación importantes, una de estas recuperaciones se ha dado entre 3500 y 3000 AP, y otra se sitúa alrededor de 1500 AP.

La evolución moderna del lago, en el curso del último milenio, se ha podido reconstruir gracias a los datos de la palinología y la geología, pero también con base en acontecimientos históricos, asociando los diversos estados del lago con las fechas de ocurrencias de los eventos históricos.
Algunos datos puntuales:
- 1963 tenía una superficie de aproximadamente 25 000 km², conformando un solo cuerpo de agua.
- 2001 tenía una superficie de solo 1350 km².[8]

## Períodos de sequía

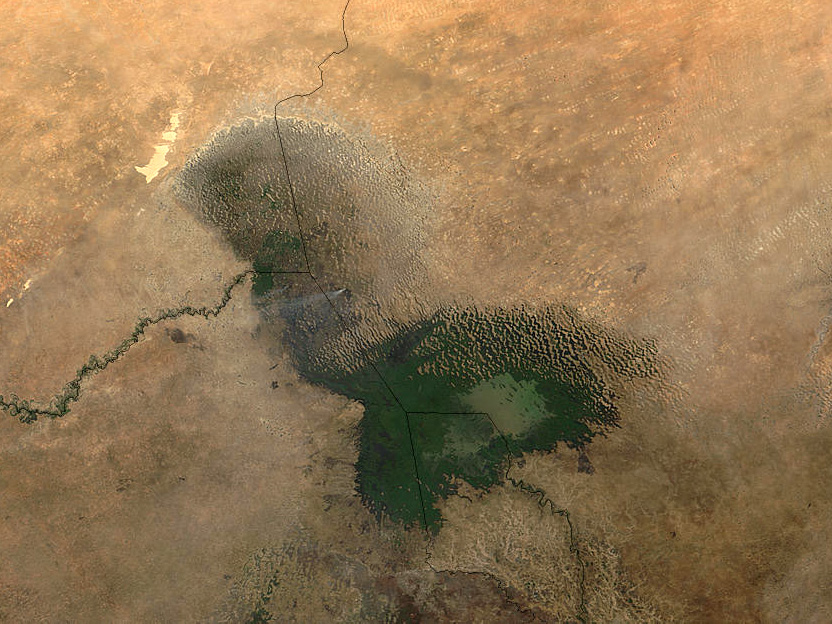
El lago Chad en el año 2015.

El lago estuvo prácticamente seco en 1908 y nuevamente en 1984 con solo 1,5 m de profundidad.  
La posición geográfica de este lago en África constituye un motivo de inestabilidad: estando casi en el límite del desplazamiento de la zona intertropical de convergencia, es particularmente sensible a las variaciones interanuales de este. El "Lago Chad Normal", como existía a finales de la década de 1960, tenía una superficie de 19 000 km² para una costa de 281,5 m s. n. m. y consistía en un solo cuerpo de agua.

## Amenazas y preservación

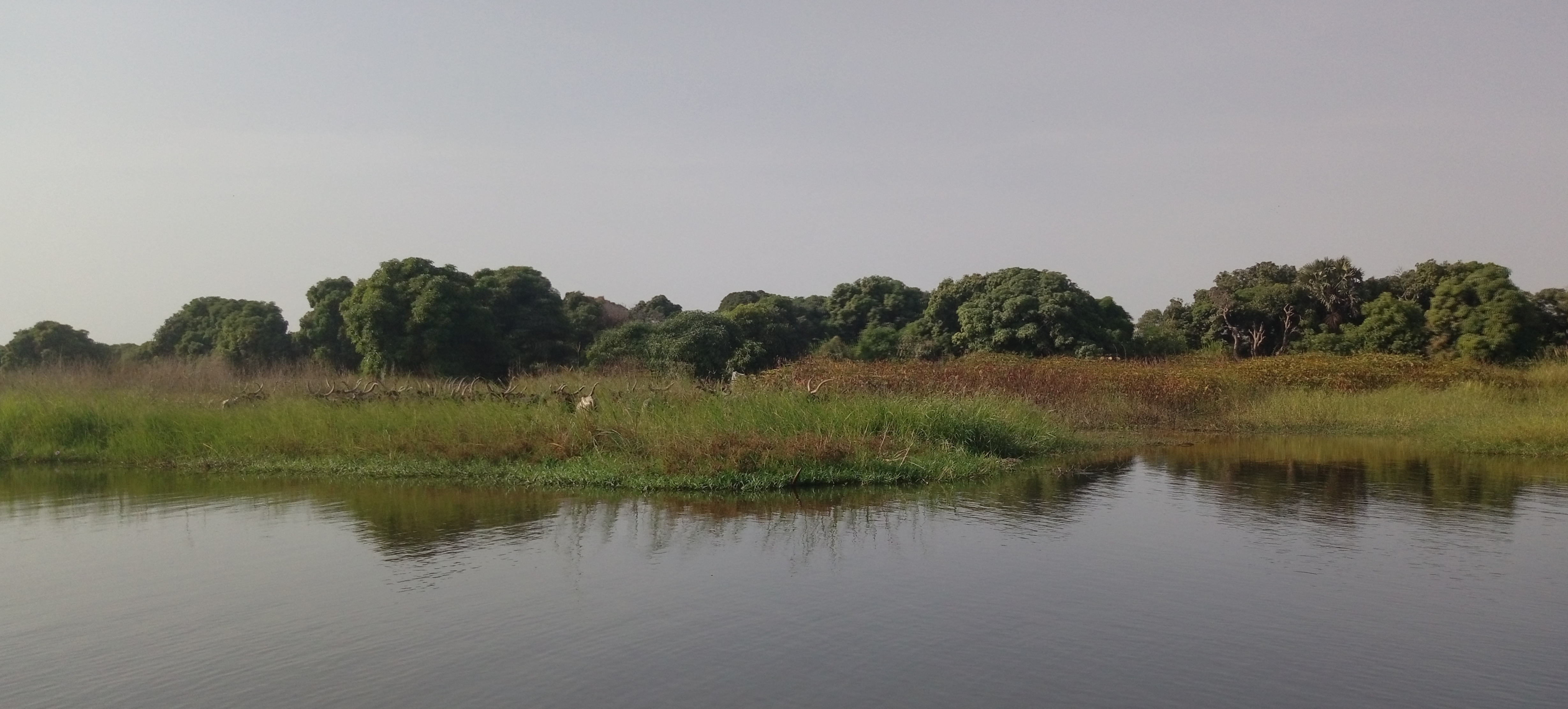
Ribera del lago Chad.

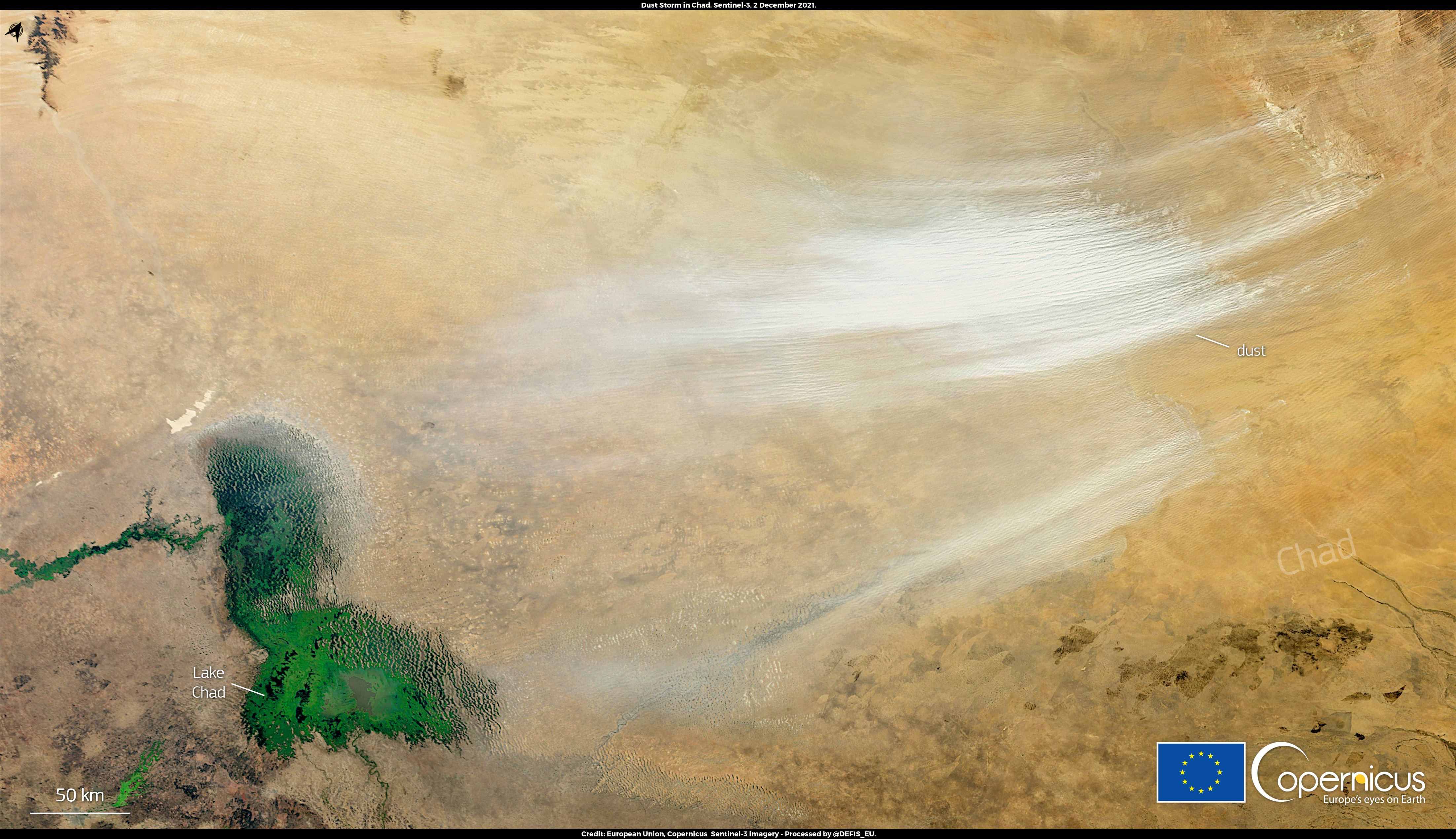
El lago Chad en el año 2021.

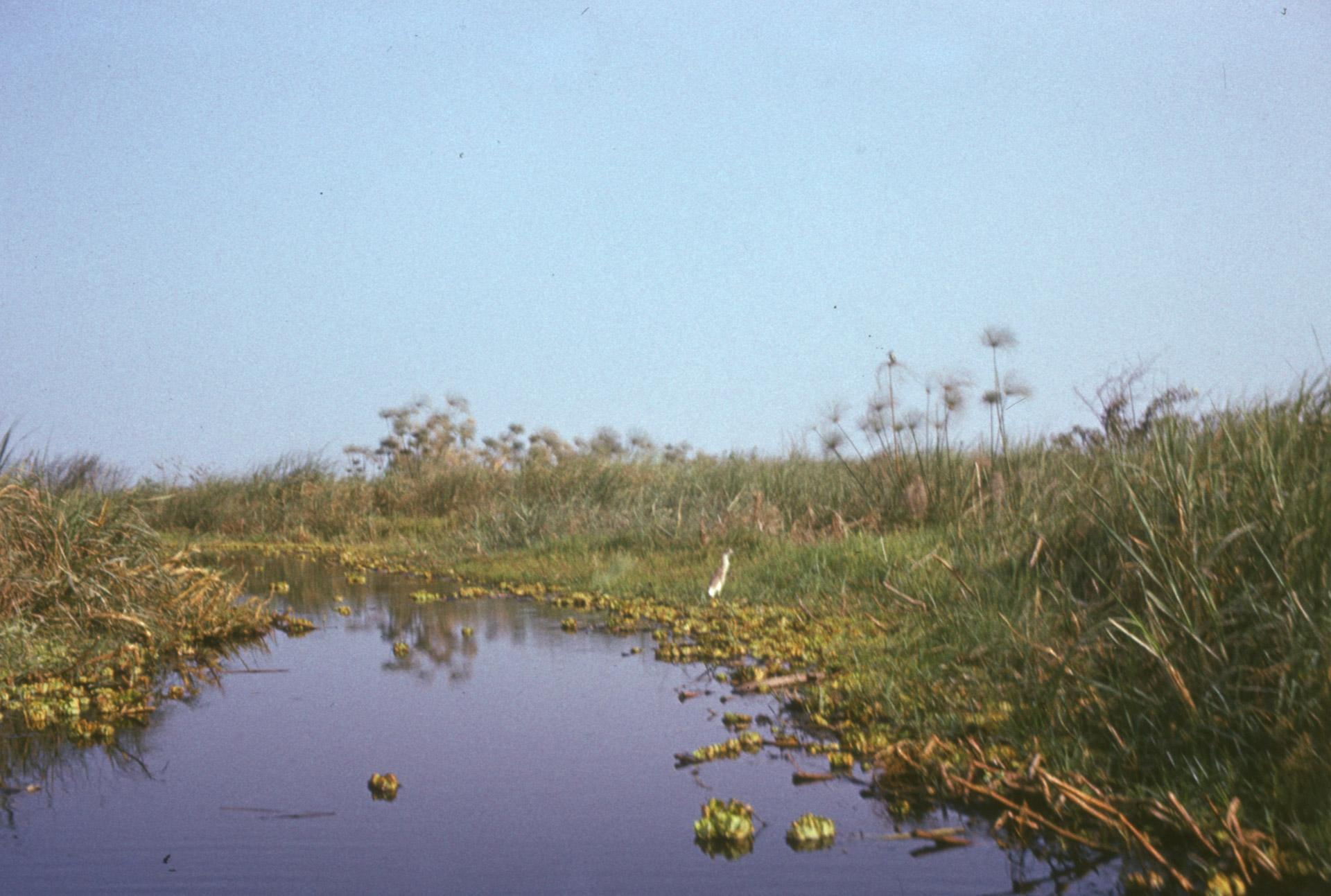
Humedal del lago Chad.

Existe un cierto debate sobre los mecanismos causantes de la desaparición del lago. La teoría principal, que es la más citada por la ONU, es que el uso insostenible del lago por parte de los gobiernos y las comunidades locales ha provocado que el lago esté sobreutilizado, no permitiendo que se reponga.
Existen otras teorías, como la de los cambios de la temperatura de la superficie del mar entre los hemisferios o en el océano Índico, que conducen al forzamiento oceánico de los patrones de lluvia en la región del Sahel. Otros modelan las emisiones antropogénicas de sulfato a finales del siglo XX y concluyen que éstas también podrían ser la causa de que los patrones de precipitación se desplacen hacia el sur, haciendo así que la región sea más seca y no permita que el lago se reponga. La aplicación de nuevas normativas relativas a los contaminantes atmosféricos puede ser responsable del pequeño aumento del tamaño del lago en los últimos años.
La única zona protegida es la Reserva de Caza del Lago Chad, que abarca la mitad de la zona junto al lago que pertenece a Nigeria. Todo el lago ha sido declarado Sitio Ramsar de importancia internacional.
En su intervención en la 73.ª Asamblea General de las Naciones Unidas, el presidente de Nigeria instó a la comunidad internacional a ayudar a combatir las causas profundas del conflicto que rodea la cuenca endorreica del lago Chad. La violencia reciente en la región se ha atribuido a la competencia entre agricultores y pastores que buscan el riego para los cultivos y el riego de los rebaños, respectivamente.
En septiembre de 2020, con el fin de explorar las oportunidades petroleras y mineras en la región, Patalet Geon, ministro de Turismo y Cultura de Chad escribió a la UNESCO, el organismo que otorga la designación de Patrimonio de la Humanidad, solicitando "posponer el proceso de inscripción del lago Chad en la lista del patrimonio mundial".
En el entorno del lago Chad se han establecido una serie de zonas protegidas: el Parque nacional de Waza, en Camerún y el Parque nacional de Bamingui-Bangoran, en República Centroafricana, y dos sitios patrimonio de la humanidad: el Parque nacional del Manovo-Gounda St. Floris, también en República Centroafricana, y los lagos de Unianga, en Chad. Asimismo, se ha creado el Paisaje cultural del lago Chad, un área de 17.000 km2 que pertenece a Chad, Camerún, Níger y Nigeria. En Nigeria se encuentra el Parque nacional de la Cuenca del Chad, algo más alejado.

### Gestión

El plan Transaqua (en rojo) para reponer el lago.

Los planes para desviar el río Ubangi al lago Chad fueron propuestos en 1929 por Herman Sörgel en su proyecto Atlantropa y de nuevo en la década de 1960. La abundante cantidad de agua del Ubangi revitalizaría el moribundo lago Chad y proporcionaría medios de vida en la pesca y la mejora de la agricultura a decenas de millones de centroafricanos y habitantes del Sahel. En los años ochenta y noventa, el ingeniero nigeriano J. Umolu (proyecto ZCN) y la empresa italiana Bonifica (proyecto del canal Transaqua) propusieron proyectos de trasvase de agua entre cuencas.
En 1994, la Comisión de la Cuenca del Lago Chad (LCBC) propuso un proyecto similar, y en una cumbre celebrada en marzo de 2008, los jefes de Estado de los países miembros de la LCBC se comprometieron con el proyecto de desvío. En abril de 2008, la LCBC publicó una petición para propuestas para un estudio de viabilidad financiado por el Banco Mundial. Los países vecinos han dado su acuerdo para dedicar recursos para la restauración del lago, en particular Nigeria.
Una organización de Canadá, la CIMA, propuso un proyecto de un canal, con un caudal similar de (100 m3/s) al Canal de Moscú.

### Impacto local

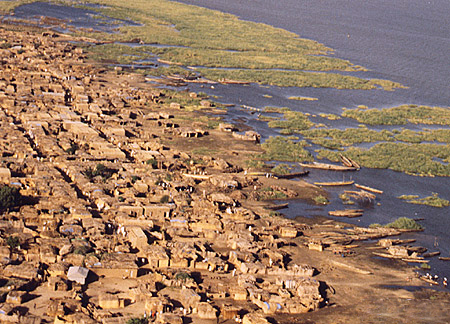
Un pueblo a orillas del lago Chad, 1989.

La disminución del lago ha tenido efectos devastadores en Nigeria. Debido a la forma en que se ha reducido drásticamente en las últimas décadas, el lago ha sido etiquetado como una catástrofe ecológica por la Organización para la Agricultura y la Alimentación de la ONU. La expansión de la población humana y la extracción insostenible de agua del lago Chad han provocado que varias especies naturales se vean estresadas y amenazadas por el descenso del nivel del lago. Por ejemplo, la disminución o desaparición del perro de caza pintado en peligro de extinción se ha observado en la zona del lago Chad.
La reducción del lago también ha provocado la aparición de diferentes conflictos por el agua, ya que los países ribereños del lago Chad se disputan los derechos sobre las zonas de agua restantes. Además de los conflictos internacionales, la violencia entre países también está aumentando entre los habitantes del lago. Los agricultores y ganaderos quieren el agua para sus cultivos y su ganado y la desvían constantemente, mientras que los pescadores del lago quieren que se ralentice o se detenga el desvío de agua para evitar que continúe el descenso del nivel de agua, lo que supondría una mayor presión sobre los peces del lago. Además, las poblaciones de aves y otros animales de la zona están amenazadas, incluidas las que sirven como importantes fuentes de alimento para la población humana local.